# Lingua italiana in Brasile
La lingua italiana in Brasile ha conosciuto una grande diffusione a partire dalla seconda metà del XIX secolo, in particolare in virtù dell'emigrazione italiana in Brasile. Oggi si stima che nel Paese risiedano circa 26 milioni di discendenti da italiani; tra questi, si stima che la lingua italiana sia parlata come prima lingua da circa 50.000 persone. I cittadini italiani residenti in Brasile erano invece 407.924 nel 2013. Nello Stato del Rio Grande do Sul è tuttora attiva un'isola linguistica veneta, la cui lingua è detta talian (o vêneto brasileiro). In Brasile l'italiano è inoltre oggetto di apprendimento come lingua straniera da parte di decine di migliaia di studenti l'anno, anche in virtù del progressivo recupero delle proprie origini da parte dei discendenti degli immigrati.

## La lingua dell'emigrazione italiana

### Storia
Il Brasile è il terzo Paese delle Americhe per numero di immigrati italiani accolti nel periodo 1876-1990; il flusso migratorio toccò l'apice nel periodo 1886-1895, con 503.599 espatri; l'afflusso di italiani rimase imponente nel periodo precedente alla prima guerra mondiale (gli espatri furono rispettivamente 450.423 e 196.699 nei decenni 1896-1905 e 1906-1915); il periodo fra le due guerre vide una progressiva riduzione dell'emigrazione italiana in Brasile; dopo l'interruzione del flusso migratorio in corrispondenza con il secondo conflitto mondiale, che vide Italia e Brasile schierati su fronti opposti, vi fu una nuova ondata piuttosto consistente nel dopoguerra (si contano 133.231 espatri nel periodo 1946-1990). Il totale degli italiani emigrati in Brasile tra il 1876 e il 1990 è di 1.447.356.
L'immigrazione italiana interessò in particolare il sud del Paese; ancora oggi, la popolazione di origine italiana raggiunge il 65% negli Stati meridionali di Rio Grande do Sul, Santa Catarina, Espirito Santo (metà di questa è di origine veneta). La città di San Paolo è stimata essere il polo urbano italiano più grande del mondo, con circa 15 milioni di abitanti di origine italiana. Nella parte nordorientale del Rio Grande do Sul nacque un'autentica Região Colonial Italiana. Accanto all'immigrazione italiana, la regione attirò a sé numerosi immigrati dalla Germania; oltre che con il portoghese brasiliano, l'italiano fu quindi esposto al contatto con il tedesco, a sua volta lingua di immigrazione. Le diverse ondate migratorie furono caratterizzate da diverse provenienze regionali: gli emigrati di origine settentrionale (veneti, trentini, friulani) erano prevalenti alla fine dell'Ottocento, mentre con il nuovo secolo prevalsero gli arrivi dall'Italia del sud (in particolare dalla Campania).
Anche il tasso di alfabetizzazione degli emigranti conobbe una forte variazione. L'analfabetismo era frequente nel primo periodo dell'emigrazione, prevalentemente dialettofona. Nel secondo dopoguerra, il flusso migratorio fu invece contraddistinto da un più alto livello di istruzione, cui corrispondeva una maggiore padronanza dell'italiano. Questa condizione fu determinata anche dalla forte connessione instauratasi tra l'emigrazione italiana in Brasile e la presenza nel Paese di grandi gruppi industriali italiani, in particolare nel settore automobilistico e in quello delle telecomunicazioni; si giunse quindi a «vedere nella lingua-cultura italiana una radice capace di apportare un sovrappiù di valore ai processi imprenditoriali».

### Caratteristiche delle comunità italiane
L'emigrazione italiana in Brasile fu favorita dalle politiche di accoglienza adottate dal Paese sudamericano, disposto ad anticipare il biglietto del viaggio allo scopo di ricevere manodopera per la colonizzazione del suo immenso territorio, ancora in gran parte inesplorato. Furono quindi gli strati sociali maggiormente impoveriti a intraprendere il viaggio, diventando quindi coloni che sostituirono via via gli schiavi nelle fazendas (data al 1888 l'abolizione della schiavitù tramite la Lei Áurea). Il contesto rurale favorì la creazione di comunità italiane autosufficienti e relativamente isolate dal contesto linguistico del Paese d'arrivo. La colonizzazione di territori affidati dal governo brasiliano, concentrati soprattutto negli Stati di Paraná, Santa Catarina e Rio Grande do Sul, fu la scelta principale da parte dei veneti e in generale dagli italiani settentrionali.
Gli insediamenti rurali si dimostrarono quindi tendenzialmente conservativi dal punto di vista linguistico, in parallelo con quanto si osserva nelle aree più conservative del territorio italiano. Al mantenimento delle parlate d'origine concorsero l'isolamento in enclaves, spesso caratterizzate da endogamia e da una scolarizzazione poco consistente, e anche l'affermazione di gruppi familiari molto più larghi che nella madrepatria, che arrivavano a contare anche 170 membri. Nelle zone rurali nacquero quindi numerose città con nomi italiani: nel Rio Grande do Sul furono fondate Nova Bassano, Nova Pádua, Nova Treviso, Nova Vicenza (divenuta poi Farroupilha) e Nova Trento (divenuta poi Flores da Cunha); nello Stato dell'Espírito Santo, nacque Nova Venécia; nello Stato di Santa Catarina si trovano invece Nova Veneza e un'altra Nova Trento, fondata da immigrati di origine trentina che ancora oggi conservano in parte la loro lingua d'origine.
Maggiormente esposti alla pressione del portoghese brasiliano erano i contesti urbani, che attrassero immigrati italiani solo in un secondo momento; più che di immigrazione diretta, si trattò spesso di inurbamento dei coloni dalle fazendas, richiamati dalle prospettive di ricchezza offerte dalla modernizzazione delle grandi città. San Paolo, che nel 1920 aveva una popolazione costituita al 50% da immigrati di origine italiana, ebbe un ruolo trainante nel fenomeno del mescolamento linguistico, anche in virtù della stratificazione di diverse provenienze regionali (campani, pugliesi, veneti, calabresi). Queste condizioni favorirono l'utilizzo della lingua italiana nelle associazioni e nelle assemblee. In città ebbe inizio anche la partecipazione politica degli italo-brasiliani, a lungo limitata a causa dei bassi tassi di alfabetizzazione.
L'altro grande polo di insediamento urbano degli immigrati italiani è Porto Alegre, in cui si contavano 41 famiglie italiane già nel 1850; La presenza italiana in città si tradusse nel 1877 nella fondazione della Società Vittorio Emanuele II, che rimase in attività fino allo scioglimento decretato dal governo brasiliano all'epoca del secondo conflitto mondiale. Profondamente radicata in città fu dalla fine dell'Ottocento la presenza calabrese, con il predominio degli immigrati provenienti dalla provincia di Cosenza e in particolare dal comune di Morano Calabro; la comunità moranese mantenne a lungo una propria identità ben caratterizzata, rafforzata dai matrimoni endogamici e catalizzata dal culto della Madonna del Carmine, patrona di Morano.

### La scolarizzazione degli immigrati
La rete scolastica del Brasile risentì a lungo di una grave inefficienza, determinata in parte dall'enorme ampiezza del territorio nazionale, in parte dal tendenziale disinteresse manifestato fin dalle origini della Repubblica federale per l'educazione dell'intero Paese. L'istruzione degli italo-brasiliani fu quindi per lungo tempo impartita dagli stessi immigrati. All'iniziativa di istitutori improvvisati si associò presto la fondazione di scuole elementari italiane, sostenute da associazioni, religiosi e insegnanti privati oltre che dagli irregolari finanziamenti del governo italiano.
Particolarmente rilevante fu il ruolo delle numerose associazioni italiane che si costituirono con finalità patriottiche, religiose, culturali, ma soprattutto di beneficenza e mutuo soccorso (se necontavano 98 nel 1896, 277 nel 1908, ancora 192 nel 1923); queste associazioni intrattennero costantemente legami con le autorità consolari, interessate al mantenimento della lingua italiana negli emigrati. Meno legate alla salvaguardia dell'identità nazionale erano invece le scuole rurali, la cui finalità era più pragmaticamente insegnare a leggere, scrivere e fare di conto. È incerto se nell'insegnamento vi prevalesse l'italiano o il dialetto; probabilmente era in uso una commistione delle due lingue, non senza qualche influenza del portoghese. È documentato anche l'uso di testi bilingui italiano-portoghesi, forniti agli emigrati dal governo italiano.
Il successo delle scuole italiane dipese essenzialmente dall'essere per lungo tempo l'unica opzione disponibile. Nel 1908 furono censiti 232 istituti, che salirono 396 nel 1913; il loro numero scese poi a 329 nel 1924 e a 167 nel 1930,. Tale diminuzione fu determinata dal progressivo potenziamento della rete delle scuole pubbliche; la concessione di finanziamenti alle scuole comunitarie (quelle cioè gestite da associazioni non statali) fu inoltre vincolata all'insegnamento in portoghese di storia, geografia e alcune altre materie. Erano, del resto, gli stessi coloni italiani, ormai radicati in terra portoghese, a desiderare di apprendere la lingua nazionale.
Nel periodo della dittatura di Getúlio Vargas (1930-1945), iniziò una campagna di forzata nazionalizzazione che colpì duramente le scuole su base etnica (italiana, tedesca, ecc.), tenute in vita soltanto dall'appoggio dei rispettivi governi europei e dagli enti religiosi; con il secondo colfitto mondiale, lo studio dell'italiano fu proibito (insieme a quello del tedesco e del giapponese). Nel secondo dopoguerra, venuti in gran parte meno rispetto all'epoca fascista i finanziamenti da parte del governo italiano, le scuole pubbliche o religiose in lingua portoghese sostituirono quelle a base etnica, determinando numerose proteste e un'alta percentuale di evasione scolare; fu solo a partire dal 1985 che nelle scuole pubbliche si diede spazio a lingue diverse dal portoghese e dall'inglese, in modo tale da permettere agli italo-brasiliani e ad altri gruppi di immigrati di imparare a leggere e a scrivere la lingua d'uso nella loro comunità.

### La stampa di emigrazione
Le comunità degli immigrati italiani diedero vita a un gran numero di pubblicazioni periodiche; tra il 1875 e il 1960 sono state censite più di 500 testate (quotidiani, settimanali, quindicinali, mensili e numeri unici), di cui circa 360 si concentrano nello Stato di San Paolo. Si trattava di fogli di informazione, ricchi di notizie sulla madrepatria e di cronaca nera e mondana, o di giornali umoristici, letterari, sportivi, di moda, spesso a tirature modeste e dalla vita inferiore all'anno. Il sostentamento, più che alle vendite, era affidato alle inserzioni pubblicitarie di connazionali. Vi furono anche alcuni giornali a tirature più ampie, fra cui spicca il «Fanfulla» di San Paolo, nato nel 1893 e presto assurto a «portavoce ufficioso della comunità italiana in Brasile»; il giornale era letto anche dai brasiliani e con le sue 15 000 copie rappresentava all'inizio degli anni dieci il secondo giornale cittadino. Oggi esso sopravvive come settimanale bilingue, unico esponente significativo della stampa italiana nello Stato di San Paolo.
È tuttora in attività anche il «Correio Riograndense», fondato nel 1909 a Caxias do Sul con il titolo «La Libertà»; l'anno successivo il giornale fu trasferito a Garibaldi, dove esso prese il nome di «Il Colono»; nel 1917 fu acquistato dai Cappuccini e divenne la «Staffetta Riograndense», per assumere nel 1941 il titolo attuale. Fino a quella data, il giornale fu redatto in lingua italiana, con una sezione in portoghese e una colonna in un veneto «arricchito da espressioni lombarde». Proprio sulle colonne della «Staffetta Riograndense» vide la luce tra il 23 gennaio 1924 e 18 febbraio 1925 la fortunata Vita e stória de Nanetto Pipetta nassuo in Itália e vegnudo in Mérica per catare la cucagna del frate cappuccino Aquiles Bernardi; il testo è scritto in talian, una koinè veneta con influssi delle parlate lombarde e del portoghese. Ancora oggi la testata rappresenta la «voce della cosiddetta identità taliàn».
La contrapposizione fra scrittura in italiano e scrittura in dialetto non era priva di valenze politiche; la scrittura in italiano era spesso correlata alla propaganda di ideali patriottici e nazionalistici, mentre l'uso del dialetto non nacque come iniziativa spontanea dei dialettofoni (del resto per nulla avvezzi a metter per iscritto la loro lingua d'uso), bensì per iniziativa di alcuni membri del clero, che spesso si servirono delle loro opere per diffondere idee anti-socialiste. Sembra, del resto, che la lingua di Nanetto Pipetta rispecchiasse più il vicentino nativo di Bernardi che non la varietà parlata dagli italo-brasiliani del tempo.

### Politiche del governo brasiliano
Nel primo periodo della sua storia, il governo del Brasile indipendente (1822) e poi repubblicano (1889) si mostrò poco interessato all'integrazione linguistica delle diverse componenti della popolazione del Paese; non furono, quindi, promosse politiche assimilazioniste, a differenza di quanto stava avvenendo in Argentina; questa circostanza favorì la conservazione della lingua d'origine da parte degli immigrati. La lingua parlata dalla popolazione non fu oggetto d'inchiesta nei primi censimenti nazionali (1872, 1890, 1900, 1920); fu solo con il censimento del 1940, il primo realizzato dopo la fondazione dell'Instituto Brasileiro de Geografia e Estatística, che si raccolsero indicazioni sulla competenza del portoghese e sulla lingua parlata in ambito familiare.
Dal censimento emerse che l'italiano era parlato da 458.000 persone, fra cui il gruppo numeroso era quello dei brasiliani da almeno tre generazioni (285.000), discendenti degli italiani giunti con la prima ondata d'immigrazione; seguono i brasiliani di seconda (120.000) e prima generazione (53.000). Gli italofoni risultarono quindi la seconda minoranza linguistica del Paese (non contando le lingue amerindie), dopo i parlanti di lingua tedesca (644.000) e prima di giapponesi (193.000) e ispanofoni (74.500). Il censimento accertò, inoltre, che sui 24.603 italo-brasiliani («imigrados, nacionais ou ex-nacionais da Itália») dello Stato del Rio Grande do Sul, parlavano abitualmente italiano in 13.349 (54,26%); molto più bassa è la percentuale per lo Stato di San Paolo, a dimostrazione della differenza tra contesto rurale e contesto metropolitano (su 234.550 italo-brasiliani, parlavano italiano 30.259, corrispondenti al 12,90%). La percentuale complessiva di italo-brasiliani che ancora parlavano di preferenza italiano era del 16,19%: si trattava della quota più bassa fra le principali comunità di immigrati in Brasile, come emerge dalla tabella seguente:
| Terra d'origine di stranieri e brasiliani naturalizzati | Percentuale di immigrati che parlano di preferenza la lingua madre |
| ------------------------------------------------------- | ------------------------------------------------------------------ |
| Giapponesi                                              | 84,71                                                              |
| Tedeschi                                                | 57,71                                                              |
| Russi                                                   | 52,78                                                              |
| Polacchi                                                | 47,75                                                              |
| Austriaci                                               | 42,18                                                              |
| Spagnoli                                                | 20,57                                                              |
| Italiani                                                | 16,19                                                              |

La distribuzione dei dati rispecchia naturalmente la maggiore vicinanza al portoghese di italiano e spagnolo rispetto a lingue indoeuropee non neolatine (tedesco, russo, polacco) o non indoeuropee (giapponese).
Il censimento del 1940 è particolarmente significativo poiché i dati furono raccolti prima che il Brasile intervenisse nella seconda guerra mondiale a fianco degli Alleati (1942), dando quindi inizio a una campagna di assimilazione forzata delle minoranze (detta Campanha de Nacionalização). Si ritiene, quindi, che le risposte alle rilevazioni del censimento fossero in buona parte sincere, in quanto non ancora condizionate dall'esigenza di nascondere la propria identità linguistica. Diversamente sarebbero andate le cose nel 1950, quando le minoranze di origine italiana, tedesca e giapponese, in seguito alla sconfitta dei rispettivi Paesi d'origine e alla campagna di nazionalizzazione, preferirono generalmente negare la conoscenza di lingue diverse dal portoghese.
L'assimilazione forzata delle minoranze attuata sotto il regime dell'Estado Novo di Getúlio Vargas passò prima di tutto attraverso la "nazionalizzazione dell'insegnamento"; vi fu quindi la statalizzazione delle scuole "comunitarie" (quelle cioè gestite da associazioni non statali) e la proibizione dell'insegnamento in lingue diverse dal portoghese. Fu vietata la pubblicazioni di opere nelle lingue del nemico, pena la carcerazione immediata; questo portò alla soppressione di numerosi giornali in tedesco e in italiano. Nacque il concetto di "crimine linguistico" (crime idiomático); la persecuzione delle minoranze linguistiche ebbe il suo culmine tra il 1941 e il 1945, determinando l'incarcerazione di migliaia di persone sorprese a parlare la propria lingua materna.
Nello Stato di Santa Catarina furono creati campi di concentramento, detti "aree di confinamento", in cui vennero imprigionati, tra gli altri, i discendenti degli immigrati che continuassero a parlare la loro lingua d'origine. Nel 1942 nella città di Blumenau, nello stesso Stato, il 31% dei carcerati era in prigione per avere parlato una lingua straniera; questa quota corrispondeva all'1,5% della popolazione complessiva del comune. Nello stesso anno in città intervenne l'esercito, allo scopo di "insegnare ai catarinensi a essere brasiliani". Si tentò, inoltre, di indurre i bambini a denunciare i genitori che parlassero in casa una lingua diversa dal portoghese.
Conseguenza di queste repressioni fu la scomparsa di gran parte della produzione culturale in lingua italiana. Solo una piccola parte dei giornali soppressi fu infatti stampata nuovamente dopo la fine del regime di Vargas; molti continuarono le loro pubblicazioni in lingua portoghese. La lingua italiana, nelle sue varietà dialettali, sopravvisse soprattutto nelle comunità rurali, mentre nelle grandi città, come già si è osservato, essa tornò in uso soltanto con la nuova ondata di immigrazione del secondo dopoguerra.

### L'italiano degli immigrati nella letteratura brasiliana
La forte componente italiana presente nella popolazione brasiliana dalla fine dell'Ottocento ha favorito l'ingresso della figura dell'immigrato italiano nella produzione culturale del Paese; in particolare, la presenza italiana ha tuttora un forte peso nella definizione dell'identità paulista (si parla, a questo proposito, di ítalo-paulistas). È quindi nato un filone letterario che ha negli italiani di recente immigrazione i propri protagonisti indiscussi, spesso ben caratterizzati anche linguisticamente.
Alle origini della figura letteraria dell'ítalo-brasileiro si collocano i racconti di Brás, Bexiga e Barra Funda dello scrittore modernista Antônio de Alcântara Machado; l'opera, pubblicata per la prima volta nel 1927, ha infatti per protagonisti i cosiddetti Italianinhos de São Paulo, cioè gli immigrati italiani che vivevano nella capitale paulista e in particolare nei tre quartieri popolari che danno il nome alla raccolta. L'intento di Machado è quello di fare un ritratto dell'esperienza quotidiana degli immigrati, rappresentata nelle sue difficili condizioni di vita secondo modalità cronachistiche; l'autore scrive, infatti, nella prefazione:
Caratteristica delle novelas paulistanas di Machado è l'adozione di una varietà linguistica fortemente influenzata dall'italiano sia nella grammatica, sia nel lessico, ad imitazione della lingua degli immigrati. Talora si giunge ad autentici inserti in italiano, come nell'esempio seguente (si tratta della lettura ad alta voce fatta da un oriundo di una notizia del «Fanfulla», il popolare giornale degli italiani di San Paolo):
Lo stesso procedimento fu poi adottato da Mário de Andrade nella raccolta Belasarte (1934), dedicata proprio a Machado. In entrambi i casi non si tratta di una riproduzione realistica, ma di un pastiche linguistico nel quale «l'uso della lingua italiana [...] si insinua nel tessuto della narrazione alio stesso modo in cui gli immigrati stavano penetrando nel tessuto urbano: a volte distinguendosi dal contesto in maniera evidente, altre volte con interazioni dalle sfumature sottili e variegate». Si tratta quindi di «ri-produrre (produrre di nuovo, e non solo replicare) l'adattamento fonetico, lessicale e fraseologico degli italo-paulistani»; questo procedimento non risponde a un principio di fedeltà rappresentativa, ma di efficacia nei confronti del pubblico brasiliano, dato che spesso «questi adattamenti, pur scorretti dal punto di vista prettamente linguistico, risultano tuttavia pienamente rispondenti all'intento stilistico, e, soprattutto, riconoscibili a un lettore di lingua portoghese».

## Analisi linguistica
All'interno degli italo-brasiliani è necessario distinguere fra italofoni e dialettofoni. Un italiano conforme allo standard, anche se interessato da consistenti fenomeni di erosione linguistica, caratterizza i discendenti degli immigrati del secondo dopoguerra e si concentra in particolare nello Stato di San Paolo. In Brasile sopravvivono, inoltre, numerose comunità dialettofone; particolare rilevanza hanno le parlate di impronta veneta concentrate in un'isola linguistica tra Rio Grande do Sul e Santa Catarina, designate complessivamente con il termine talian.

### L'italiano degli immigrati a San Paolo
Dagli studi compiuti all'inizio del XXI secolo sulla diffusione dell'italiano tra gli italo-brasiliani di San Paolo è emerso un netto divario tra le due fasi dell'emigrazione italiana in Brasile (prima e dopo la cesura della seconda guerra mondiale): la conoscenza della lingua italiana è infatti andata perduta quasi completamente nei discendenti di italiani della prima immigrazione, mentre un maggior grado di conservazione della lingua d'origine si riscontra in coloro che sono giunti in Brasile nel secondo Novecento. In questa seconda fase, inoltre, il più alto livello di istruzione degli immigrati ha favorito il mantenimento dell'uso dell'italiano in famiglia e la sua propagazione tramite l'insegnamento, in corsi liberi e all'università, determinando quindi un progressivo recupero della lingua italiana dopo le proibizioni imposte dal regime dell'Estado Novo.
Il mantenimento di una buona competenza attiva nella lingua d'origine è condizionato dal possesso di un buon bagaglio di partenza, ottenuto tramite studi superiori nel Paese d'origine, e dalla possibilità di praticare spesso l'italiano in vari registri e in ambienti aperti a uno scambio linguistico aggiornato. In persone arrivate in Brasile in età adulta, le deviazioni dalla norma grammaticale italiana si presentano per lo più come dei lapsus momentanei. In questa fascia di immigrati, una buona competenza linugistica si unisce frequentemente a un atteggiamento conservatore verso la lingua d'origine, attraverso il tentativo di separarne lessico e grammatica da quelli della lingua d'uso quotidiano; tale «tendenza al controllo e ad una ideale lingua standard» si presenta particolarmente accentuata negli intervistati più anziani. Maggiormente deviante dalla norma italiana, sia negli aspetti lessicali che in quelli grammaticali, si presenta la varietà di lingua parlata da coloro che sono arrivati in Brasile nell'infanzia; il mantenimento della lingua d'origine necessita, in questi casi, del contatto con la lingua standard tramite un periodo di studio formale e tramite la pratica della lettura in italiano.
Si può stimare che alla fine del XX secolo la lingua italiana a San Paolo fosse padroneggiata in modo fluido da circa un migliaio di persone, in grado di produrre enunciati che avevano le loro principali limitazioni «in termini di proprietà e ricchezza lessicale»; a un livello inferiore di competenza, l'italiano contava alcune decine di migliaia di parlanti, che presentavano un maggior numero di interferenze di vario genere, pur essendo in grado di «comunicare in italiano con fluenza e vivacità». Negli ultimi decenni, la diffusione internazionale delle trasmissioni della Rai e l'aumento dei corsi di italiano, che costituiscono uno sbocco lavorativo per molti immigrati di ultima generazione, hanno favorito un progressivo aumento d'interesse per l'apprendimento dell'italiano come lingua straniera, in particolare tra gli italo-brasiliani che desiderano recuperare il contatto con la lingua d'origine. Complessivamente, l'italiano conserva a San Paolo una buona visibilità, anche in ambito commerciale (in particolare nei settori dell'alimentazione, dell'arredamento, della moda, dei beni di lusso), favorita dal fatto che «in Brasile il nome italiano dà status e prestigio».

#### Erosione linguistica
Tra 1995 e 1998 è stato costituito presso l'Università statale di San Paolo un corpus linguistico relativo all'italiano parlato dagli immigrati italiani risiedenti a San Paolo da almeno trent'anni, per verificare il mantenimento della lingua d'origine in coloro che erano giunti in Brasile con la seconda ondata di immigrazione, tra il 1945 e il 1960. Gli intervistati sono stati scelti fra persone che avessero una buona competenza di partenza dell'italiano, assicurata dall'aver vissuto in Italia fino all'età adulta e dal possesso di un diploma di scuola secondaria (e spesso anche di un titolo di laurea). Sulla base di questo e di due successivi corpora raccolti presso l'Universidade Federal de Minas Geiras tra il 2004 e il 2006 e tra il 2008 e il 2009 sono stati studiati i tratti linguistici dell'italiano più esposti a erosione linguistica nel contatto prolungato con il portoghese brasiliano (intendendo per erosione linguistica «una perdita non patologica nella prestazione nella propria lingua materna»).
I principali fenomeni di erosione linguistica censiti sono i seguenti:

##### Lessico
- frequenza di calchi semantici («uso di lessemi presenti in entrambe le lingue con significati parzialmente o totalmente diversi»); talora si tratta di «lessemi che hanno la funzione di segnali discorsivi e svolgono perciò una funzione pragmatica nel discorso» (per es. violento e brutale in funzione di superlativo in una differenza violenta o una differenza brutale);[71]
- spie di riduzione del lessico della lingua d'origine e diversa distribuzione semantica; fra due sinonimi italiani, quello condiviso con il portoghese è decisamente preferito all'altro, talvolta in contrasto con quanto accade in parlanti monolingui (per es. differente prevale nettamente su diverso; la distribuzione di parlare e dire è rimodellata su quella di falar e dizer in portoghese).
- presenza di calchi lessicali (cioè «lessemi esclusivamente portoghesi e adattati fonomorfologicamente all'italiano»); tale presenza è comunque molto ridotta, in quanto «tra lingue affini» essa risulta «stretta [...] tra il calco semantico, molto più probabile in caso di lingue che condividono l'origine, e la commutazione di codice»;[72]
- scarti rispetto all'italiano standard nell'uso degli affissi; il fenomeno non si spiega con la sola interferenza del portoghese, ma con un insieme più complesso di fattori (spesso si ha, per es., la sostituzione di suffissi italiani con altri a maggiore produttività, anche senza che vi sia un modello portoghese).[73]

##### Morfosintassi
- cambi di genere dei sostantivi sul modello del portoghese (per es. uso di ordine al femminile);
- influsso del portoghese nell'uso dell'articolo davanti a nomi di parentela e possessivi (il mio marito, mie zie, ecc.), con le date (in millenovecentosessanta), in sintagma nominale modificato (io vivo in città che ha il mare) o in altre espressioni; in alcuni casi l'omissione o l'introduzione scorretta dell'articolo non si spiegano con l'influsso del portoghese, ma con una generica perdita di competenza linguistica (è stata dieci anni in Stati Uniti, come in Italia, in Brasile, ecc.).
- errori nelle reggenze; anche in questo caso l'erosione è solo in parte spiegabile con l'interferenza della seconda lingua;
- introduzione di connettivi sintattici e testuali ricalcati sul portoghese brasiliano (cui si attribuiscono, cioè, «funzioni pragmatiche diverse da quelle delle medesime forme in italiano»);

##### Sintassi
- uso del gerundio non compatibile con la grammatica italiana (per es. con un soggetto coreferente con l'oggetto: io ho avuto sempre cugini [...] lavorando ['che lavoravano'] a Montevideo).
- diversa posizione degli avverbi (in particolare, costante anteposizione di sempre, anche, già al verbo e, in caso di forme perifrastiche, all'ausiliare: una persona che sempre è stata ammalata; io anche pensavo; già io avevo trentacinque anni).
- l'uso dei pronomi clitici si riduce fortemente, in particolare negli immigrati che vivono in Brasile da lungo tempo; fanno eccezione il ci attualizzante in esserci (espressione che tende a sostituire termini più specifici in seguito all'erosione lessicale) e il pronome accusativo come anaforico di costituenti dislocati a sinistra (circostanza dovuta alla maggiore incidenza delle strutture tematizzant in portoghese rispetto all'italiano).[74]
- espressione del soggetto: il portoghese brasiliano si sta evolvendo verso una sempre minore incidenza del soggetto nullo (pro-drop) e questo sembra condizionare i madrelingua italiani che, dopo una lunga permanenza in Brasile, esprimono il soggetto pronominale con maggiore frequenza rispetto allo standard italiano.[75]

##### Commutazione di codice
- il ricorso al portoghese in un contesto linguistico italiano (code-switching) riguarda spesso l'inserimento di segnali discorsivi o locuzioni con funzione pragmatica; si parla in questi casi di emblematic switching («uso consapevole di singole espressioni di contenuto etnico e funzione pragmatica»).[76]

Da queste indagini si comprende che gli effetti dell'esposizione dei madrelingua italiani al contatto con il portoghese brasiliano non si limitano agli ambiti lessicale e morfosintattico, ma raggiungono anche l'area della sintassi e della pragmatica; in altre parole essi «investono un livello più profondo della lingua, [...] quello connesso con la struttura informativa».

### I dialetti
L'esistenza di isole linguistiche italiane, prevalentemente dialettofone, all'interno del territorio brasiliano ha permesso la conservazione di varietà linguistiche ormai scomparse dal contesto d'origine; la tendenziale conservatività delle aree periferiche, che costituisce una delle leggi della linguistica spaziale formulate da Matteo Bartoli, ha consentito ai dialettologi di «studiare, quasi 'in vitro', com'era parlato l'italiano dialettale del XIX».
La lingua della Região Colonial Italiana, e in particolare le parlate italiane dell'altopiano di Caxias do Sul, furono oggetto nel 1968 di un'indagine da parte di Temistocle Franceschi e Antonio Cammelli; i due dialettologi sottoposero ad alcuni abitanti di Conceição, sobborgo di Caxias, il questionario precedentemente utilizzato da Matteo Bartoli e Ugo Pellis per l'Atlante linguistico italiano. La lingua degli informatori risultò essere un dialetto veneto di tipo «vicentino»; alla comunità vicentina di Caxias se ne affiancava una «feltrina» (cioè oriunda della media valle del Piave), più numerosa ma di inferiore condizione sociale. Franceschi notò anche la presenza a Caxias di numerose persone in grado di parlare correntemente l'italiano, «che peraltro fu qui la lingua di cultura – in cui si stamparono libri e periodici – prima che il "lusitano" s'imponesse nella stessa funzione». Il dialettologo rilevò inoltre l'importante ruolo linguistico del clero locale, la cui formazione fu a lungo affidata a religiosi di provenienza italiana.
Tra il 1973 e il 1974, Vitalina Frosi e Ciro Mioranza recensirono i parlanti dialettofoni in 26 comuni della regione di Caxias; ne risultò che il 98,5% di essi erano veneti (54%), lombardi (33%), trentini (7%) o friulani (4,5%); fra i veneti, 32% erano vicentini, contro il 30% di bellunesi, il 24% di trevisani e percentuali inferiori dale altre province.. Questa forte prevalenza di parlate di una ristretta area del veneto, corrispondente alla regione del monte Grappa (che si trova al confine tra le tre province) favorì la creazione della koinè dialettale detta talian.
In epoca più recente, è stato oggetto di studi linguistici dettagliati il dialetto neotrentino di Nova Trento, nello Stato di Santa Catarina, e di Piracicaba, nello Stato di San Paolo. La presenza di trentini in Brasile risale all'epoca in cui la provincia di Trento era parte dell'impero austro-ungarico; a partire dal 1870, coloni trentini di lingua italiana furono infatti inviati dall'impero asburgico a popolare le colonie tedesche in Brasile, in particolare a Blumenau, nello Stato di Santa Catarina.
Nelle aree rurali dello Stato del Rio Grande do Sul sono presenti anche alcune comunità di lingua friulana; il friulano (furlan) è peraltro percepito dai parlanti come nettamente distinto dalla koinè veneta dominante (talian). Le varietà friulane d'oltreoceano consentono di osservare processi di evoluzione fonologica differenti da quelli della madrepatria.
Una commistione tra italiano e dialetti è stata invece osservata negli abitanti della comunità italiana di Pedrinhas Paulista, ubicata nello Stato di San Paolo a circa 550 km dalla capitale. La città accolse, a partire dal 1952, 236 famiglie di immigrati, dei quali 127 erano ancora presenti in loco nel 1974. Alla fine del XX secolo, essi continuavano per lo più a parlare nei rispettivi dialetti d'origine in ambito domestico, ricorrendo invece a «una interlingua di italiano, dialetto, portoghese, con italiani del luogo ma provenienti da altre regioni e con italiani che visitano la loro città» e a «un portoghese brasiliano semplificato e inadeguato con i brasiliani». Si tratta, comunque, di un caso eccezionale, dato che nel restante territorio dello Stato, la perdita della lingua d'origine è stata pressoché totale.

### Iltalian
Con il nome di talian si indica una varietà della lingua veneta parlata da circa 500.000 persone come prima lingua in 113 città degli Stati brasiliani di Rio Grande do Sul e Santa Catarina. Si tratta di un idioma a base veneta, con influssi di altri dialetti italiani e del portoghese; il talian non è considerato una lingua creola, nonostante l'alta incidenza di prestiti lessicali dal portoghese, poiché «la grammatica e il lessico rimangono fondamentalmente veneti».
Il talian presenta «i tratti tipici di un'enclave linguistica»; I tratti linguistici del talian dipendono infatti dalle diverse parlate da cui la koinè ha avuto origine (dialetti veneti, dialetti lombardi, portoghese brasiliano). La nascita di una koiné dialettale su base veneta tra gli italo-brasiliani ebbe luogo all'interno della cosiddetta "Regione Coloniale Italiana" nel Nordest riograndense;.
Il veneto brasiliano fu sottoposto a misure persecutorie sotto il regime dell'Estado Novo, che ne ridussero fortemente l'uso, oggi sostanzialmente limitato all'ambito domestico e ai parlanti più anziani. A partire dagli anni novanta, esso è tuttavia al centro di una vasta ampia opera di divulgazione, allo scopo di garantirne il mantenimento. Il talian ha inoltre ottenuto numerosi riconoscimenti istituzionali, fino ad entrare a far parte del patrimonio culturale del Brasile (2014).

## L'italiano in Brasile come lingua straniera

### Diffusione attraverso imedia
Il personaggio dell'italo-brasiliano, ben presente nella letteratura e nel teatro, è approdato successivamente al cinema e quindi alla televisione; è quindi frequente che nelle popolari novelas das oito, le telenovele trasmesse in prima serata dalla Rede Globo, si dia spazio a dialoghi in lingua italiana. Numerose sono state le storie di conflitti familiari nell'Italia della fine dell'Ottocento o dei primi decenni del Novecento, spesso risolte nell'emigrazione di uno o più personaggi verso il miraggio di felicità rappresentato da San Paolo, o sulle sanguinose faide tra gli immigrati italiani nelle fazendas. Il pubblico brasiliano è quindi frequentemente esposto a esempi di «italiano televisivo», caratterizzato non soltanto dall'introduzione di parole ed espressioni idiomatiche, ma talora anche dal tentativo di «‘integrare' la grammatica e la sintassi delle due lingue», Le battute italiane sono interpretate da attori brasiliani e subordinate all'esigenza di comprensione da parte degli spettatori. La necessità di seguire i gusti del pubblico, tuttavia, comporta spesso una certa stereotipizzazione nella rappresentazione linguistica, evidente in particolare nella predilezione per immigrati di origine napoletana ritratti in modo caricaturale.

### Lo studio dell'italiano come lingua straniera
Insegnamento dell'italiano nelle scuole brasiliane
L'insegnamento dell'italiano come lingua straniera è stato introdotto come materia obbligatoria in diversi comuni brasiliani, di seguito elencati per Stato di appartenenza:
- Espírito Santo: Venda Nova do Imigrante[103][104][105]
- Paraná : Francisco Beltrão[106]
- Rio Grande do Sul: Antônio Prado[107]
- Santa Catarina: Brusque[108][109][110][111]; Criciúma[112][113]
- San Paolo: Bragança Paulista[114].

L'apprendimento della lingua italiana è invece facoltativo nelle scuole pubbliche di San Paolo e di São José dos Campos Nello Stato paulista, l'insegnamento dell'italiano è inoltre disponibile dal 1987 nei Centros de Estudo de Línguas annessi ad alcune scuole secondarie e dal 1995 in numerose scuole elementari.
Insegnamento dell'italiano nelle università
Corsi di laurea in lingua e letteratura italiana sono offerti dalle principali università del Paese (fra cui l'Universidade de São Paulo e l'Universidade Estadual Paulista, l'Universidade de Brasília, l'Universidade Federal do Rio de Janeiro, l'Universidade Federal do Rio Grande do Sul).
Progetto Ciência sem Fronteiras – Itália
Negli anni 2013 e 2014, il governo brasiliano ha offerto la possibilità di studiare l'italiano in Italia tramite il programma Ciência sem Fronteiras – Itália;; partner italiano del progetto è stato il consorzio ICoN.
Corsi di italiano finanziati dal Ministero degli affari esteri
L'insegnamento dell'italiano da parte degli Istituti italiani di cultura all'estero (IIC) è stato oggetto dell'indagine Italiano 2000, promossa dal Ministero degli Affari Esteri allo scopo di valutare «i pubblici e le motivazioni dell'italiano diffuso fra stranieri». Per quanto riguarda il Brasile, rispose soltanto l'IIC di San Paolo, documentando un aumento del 63.1% degli studenti di italiano tra il 1995 e il 2000.
L'indagine fu replicata a distanza di dieci anni; nell'a.a. 2009-2010 furono censiti 3.112 studenti dei lettori universitari del Ministero degli Affari Esteri in Brasile e più di 3.000 studenti dei corsi di italiano organizzati dagli IIC. Tra le motivazioni per l'apprendimento, emersero con un posto di assoluto rilievo in tutta l'America Latina i "motivi personali e familiari" (37%, contro il 27% di "studio" e "tempo libero e interessi vari" e il 9% di "lavoro"), in particolare in virtù della "famiglia di origine italiana". Questo dato è conforme ai risultati dell'indagine condotta negli anni novanta a San Paolo, che ha visto i «motivi di origine» affiancare stabilmente i «motivi di studio» in «quasi tutte le risposte» (minore rilevanza avevano invece lo «studio per piacere» e un peso ancora minore i «motivi di lavoro»).
Nell'Annuario statistico del Ministero degli affari esteri vengono resi noti i dati sugli studenti di italiano presso gli IIC e sugli iscritti ai corsi di lingua e cultura italiana organizzati dal Ministero. Entrambe le cifre hanno progressivamente subito una flessione, dovuta principalmente alla drastica diminuzione delle risorse finanziarie devolute dal Ministero e quindi del numero di corsi organizzati. I dati relativi agli anni 2008-2013 si possono riassumere nella seguente tabella:
| Anno | Contributi a enti e associazioni (Americhe) | Corsi di lingua e cultura italiana | Studenti | Corsi presso gli IIC | Studenti IIC |
| ---- | ------------------------------------------- | ---------------------------------- | -------- | -------------------- | ------------ |
| 2008 | 12.000.999                                  | 4.125                              | 82.500   | 344                  | 4.065        |
| 2009 | 7.643.585                                   | 2.817                              | 43.859   | 334                  | 4.141        |
| 2010 | 5.369.500                                   | 2.664                              | 42.608   | 112                  | 1.517        |
| 2011 | 5.367.370                                   | 3.046                              | 53.185   | 122                  | 1.548        |
| 2012 | 2.991.335                                   | 1.645                              | 31.804   | 167                  | 1.624        |
| 2013 | 3.634.671                                   | 1.255                              | 22.695   | 206                  | 1.886        |

Scuole italiane in Brasile
Sul territorio brasiliano sono presenti due Scuole Italiane all'Estero, l'Istituto Italo-Brasiliano Biculturale "Fondazione Torino" di Belo Horizonte e la Scuola Italiana Eugenio Montale di San Paolo.
Corsi offerti da altre istituzioni
In Brasile sono presenti sette comitati della Società Dante Alighieri, aventi sede nelle città di Curitiba, Nova Friburgo, João Pessoa, Maceió, Recife, Rio de Janeiro e Salvador de Bahia. Presso ciascuno di essi è possibile seguire corsi di lingua italiana; le sedi di Curitiba, Maceió, Nova Friburgo e Recife offrono, inoltre, la possibilità di conseguire la certificazione PLIDA (insieme al Centro Linguistico de Franca).
Corsi di italiano sono inoltre offerti dallo Spazio Italiano di San Paolo e dalla Associação Dante Alighieri di Brasilia.